# Лично-командный чемпионат России по международным шашкам 2002
Лично-командный чемпионат России по международным шашкам 2002 года проходил в Твери с 1-9 марта. Главный судья соревнований судья РК Новиков А. Н., Главный секретарь судья I категории Афанасьев Ю. А.
К участию в соревнованиях допускались по одной команде от каждого субъекта РФ. Состав команды — три человека (двое мужчин и одна женщина). С целью отбора к финалу чемпионата России среди мужчин и женщин 2003 года к участию также допускались победители территориальных соревнований и спортсмены, имеющие рейтинг 2400 (у женщин 2250) и выше. Места команд определялись по наименьшей сумме мест трёх членов команды, показанные в мужском и женском личном турнире. Места спортсменов, учитываемые для командного зачёта, определяются отдельно только для спортсменов, выступающих за команды.
Чемпионы России —  Республика Башкортостан (Георгиев Александр, Мильшины Владимир и Елена), серебро — Тверская область (Калмаков Андрей, Столяров Андрей, Боркова Марина), третье — Республика Саха (Якутия) (Колесов Гаврил, Токусаров Иван, Бурнашёва Александра).